# 珪藻

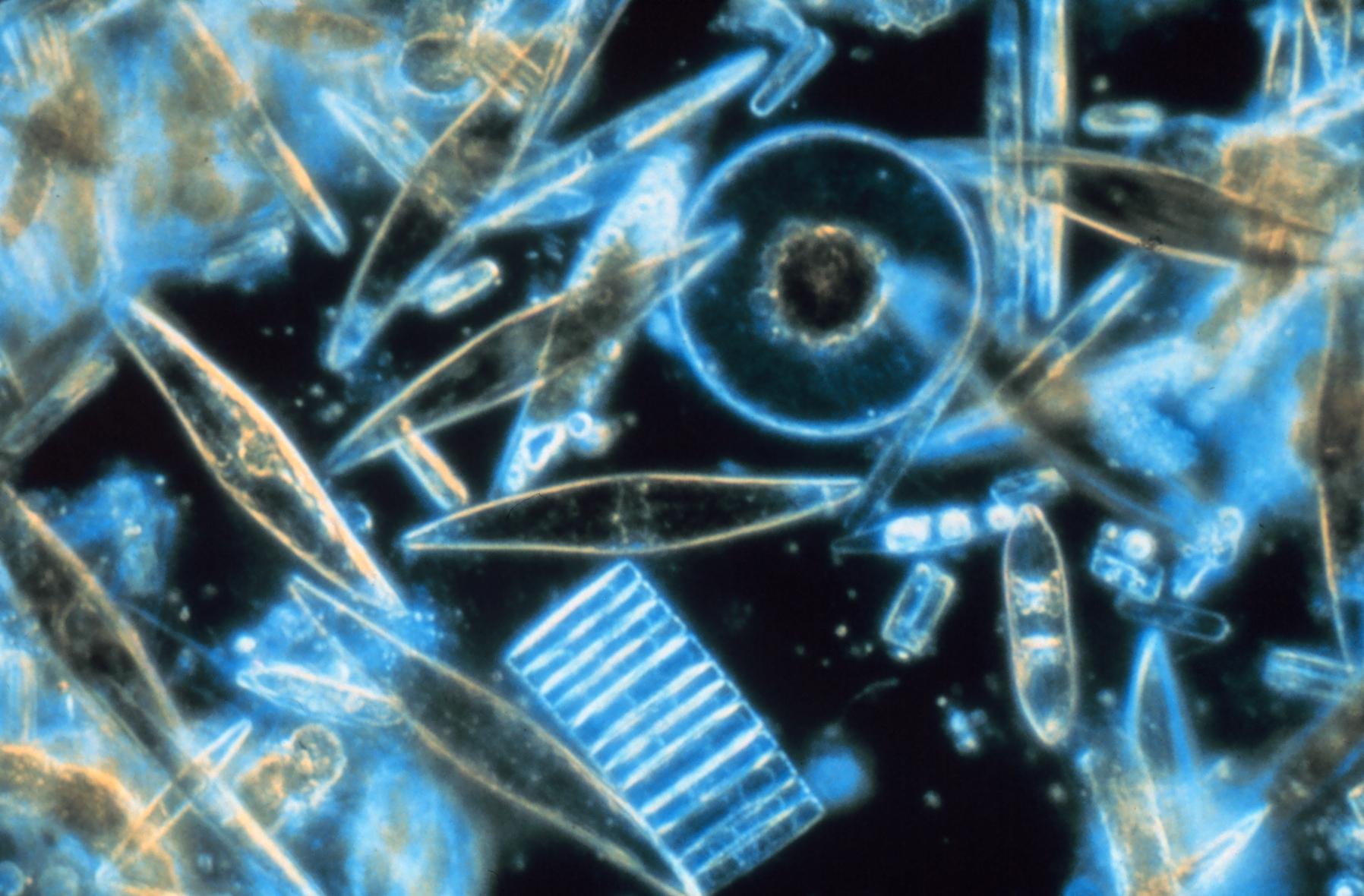
様々な珪藻の光学顕微鏡写真（暗視野）。

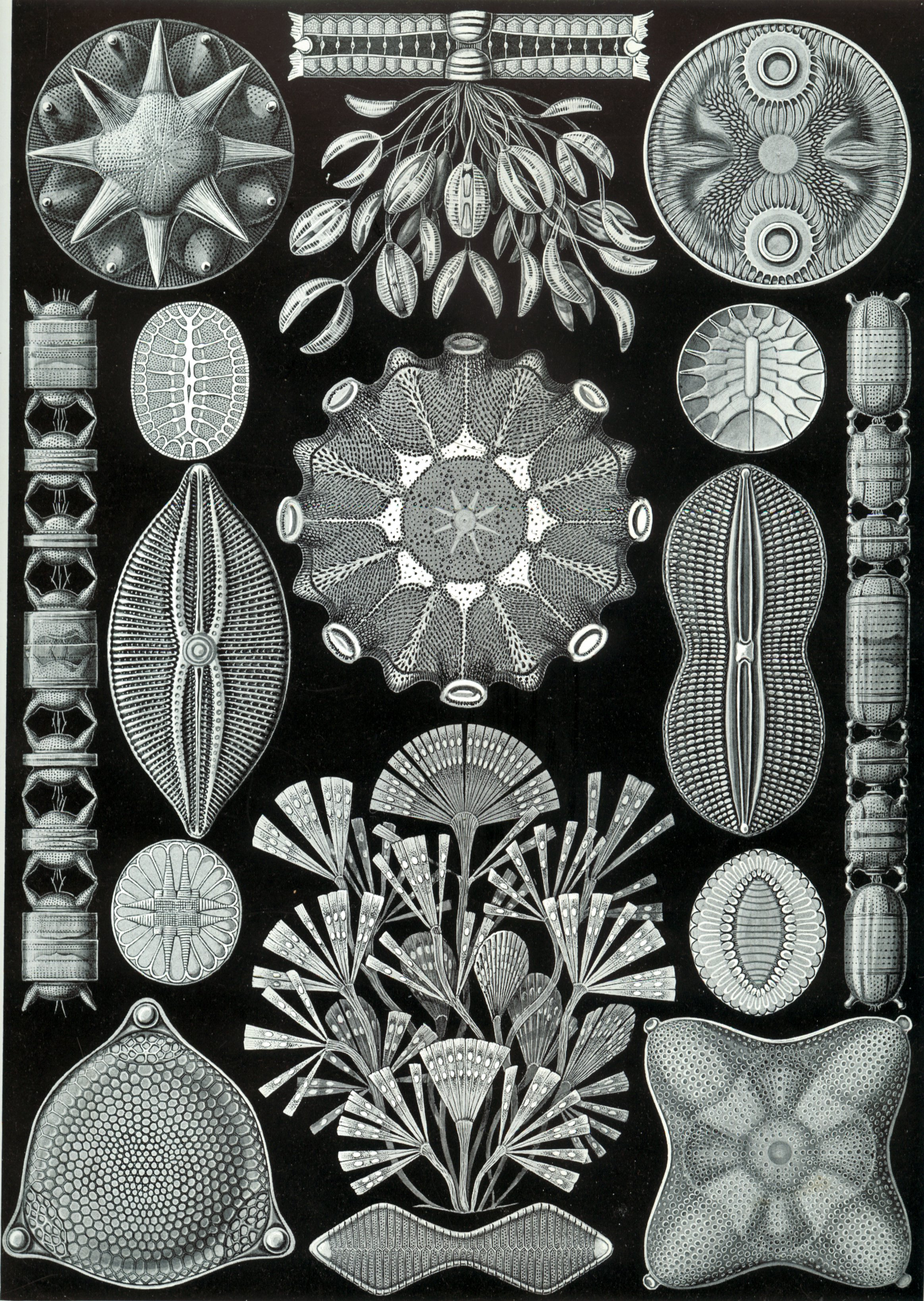
ヘッケルによる珪藻のスケッチ

珪藻（ケイソウ）は不等毛植物に含まれる単細胞性の藻類のグループである。分類階級は珪藻植物門または珪藻綱が割り当てられる。
細胞が珪酸質の被殻 (frustule) に覆われているのが特徴である。殻の形態が放射相称のものを中心珪藻、一本の対称軸をもって左右対称であるものを羽状珪藻と呼ぶ。

## 細胞構造

### 細胞内構造
珪藻は全て光合成を行う独立栄養生物で、細胞内に1個から多数の葉緑体を持つ。光合成色素としては、褐藻等と同じくクロロフィルa、c1、c2を持つ。補助色素としては、カロテノイドであるフコキサンチン、ディアトキサンチン、ディアディノキサンチン、βカロテンなどを含み、黄褐色を呈する。葉緑体は包膜が4重膜であり、紅藻の二次共生に由来するものと考えられている。
葉緑体は細胞の周囲に配されるものが多い。核は細胞の中心付近に位置し、その周りを発達した液胞が取り囲む。ミトコンドリアは管状クリステで、細胞質内に分散して配置されている。
羽根型鞭毛を持つストラメノパイルの一員であるが、珪藻では通常の（殻に入った）細胞は鞭毛を持たず、中心珪藻の遊走細胞のみが鞭毛を備える。遊走子の鞭毛は前鞭毛一本で両羽型、内部の微小管配列は一般的な9＋2構造ではなく、中心対微小管を欠く9＋0構造構造である。鞭毛小毛は、他の不等毛藻同様に3部構成である。

### 細胞外マトリックス
珪藻は、単細胞生物としては多彩な細胞外マトリックスを持つ。珪藻の多くは被殻に唇状突起 (labiate process) と呼ばれる中空の管を持ち、ここから粘液性の物質を細胞外へ分泌する。特に中心珪藻でプランクトンとして生活するものでは、粘性の高い粘液が有基突起 (strutted process) を形成し、細胞から放射状に伸びる。これは海洋における細胞の沈降を抑え、細胞を有光層に留める働きがあると考えられている。
羽状珪藻の一部の種は被殻に縦溝を持ち、溝の軸方向に基物上を滑るように運動する（1-25μm/s程度）。この縦溝の内側の細胞膜直下にはアクチンフィラメントが配置されており、同時に縦溝から粘液繊維が分泌される。この繊維は細胞内に回収されず、基物上に残ることが分かっているが、細胞移動の具体的なメカニズムに関しては不明な点が多い。
一方、固着性で群体制の羽状珪藻では、細胞外に寒天質を分泌し、樹状の柄を形成して群体を為すものもある。特にCymbella 属やLicmophora 属は大型で美しい群体を作る。東京都の国立科学博物館には、この群体を含む珪藻の精緻なアクリル模型が展示されている。

## 被殻

### 被殻の構造

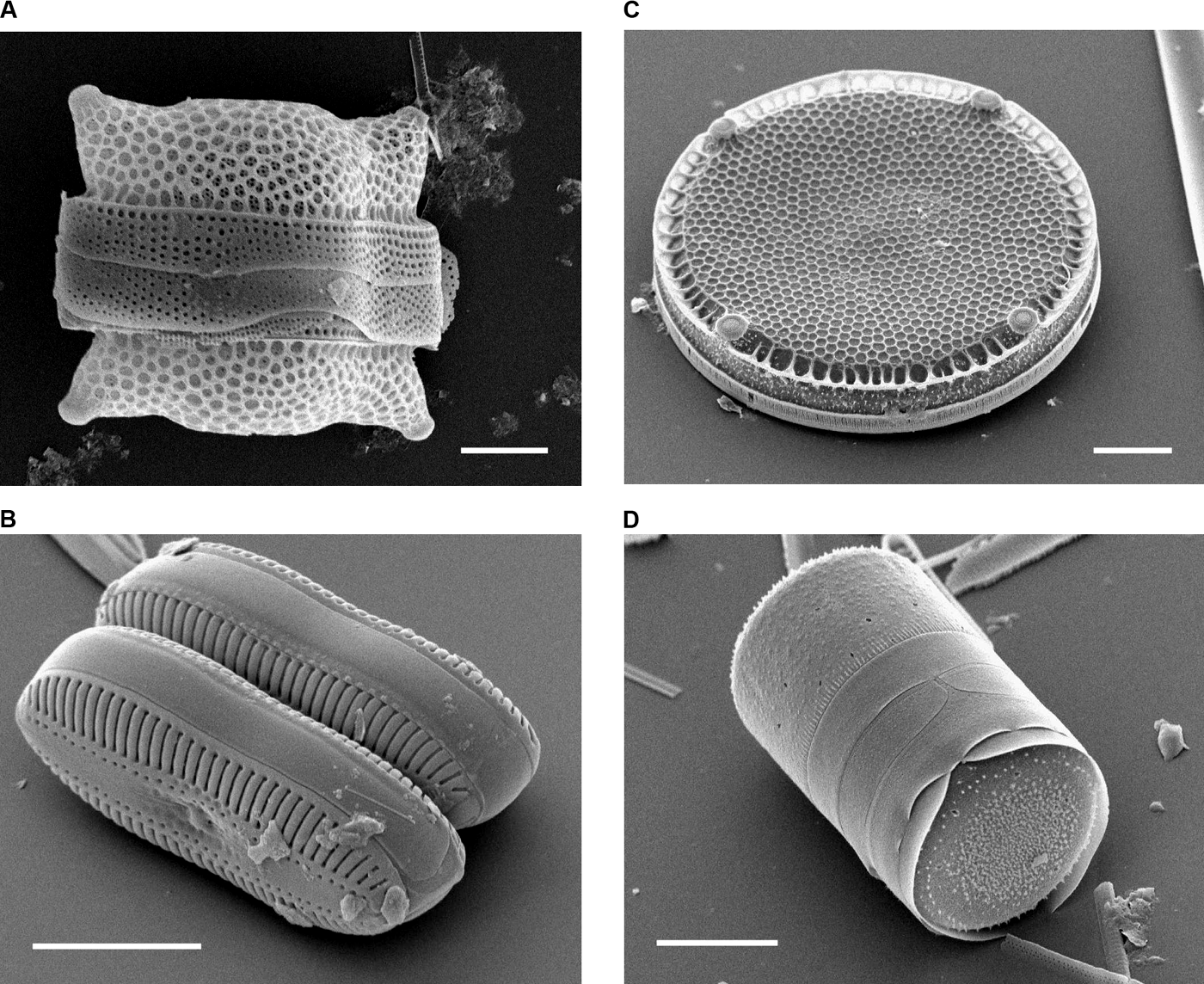
様々な珪藻の被殻。走査型電子顕微鏡による撮影。
（A：左上）Biddulphia reticulata
（B：左下）Diploneis sp.
（C：右上）Eupodiscus radiatus
（D：右下）Melosira varians

珪藻の殻は弁当箱のように、大きい外殻の内側に小さめの内殻（それぞれ半被殻; theca と呼ばれる）が組み合わされた構造となっている。蓋や底の面を殻面 (valve face)、横から見たのを帯面 (girdle face) という。多くの珪藻ではこの2面が直交するために、多くの場合光学顕微鏡による観察ではどちらか一方の面のみが見える事になる。一般に、珪藻の顕微鏡写真は殻面の形状を写したものである。殻面は変化に富むが、帯面はほとんどの場合長方形に見え、形態の差異を把握できない。Campylodiscus のように、被殻全体がねじれている珪藻もある。被殻には胞紋 (areola) と呼ばれる微細な穴や、それが配列した条線 (stria) が多数存在し、これらの数や配置は分類形質として用いられている。

### 珪酸代謝
珪藻では古くから殻の形成機構や、珪酸代謝機構に関する研究が進められてきた。1999年には珪酸を顆粒状に凝集させるタンパク質であるシラフィン (Silaffin) がCylindrotheca fusiformis の被殻から精製され、従来の構造学的な側面に加えて、被殻形成の化学的な研究に大きな進展をもたらした。また、珪酸の細胞内代謝に関連する遺伝子も、Thalassiosira やNitzschia のような代表属から数多く報告されている。
被殻の形成には珪酸の取り込みが不可欠であるが、これと競合的に取り込まれる二酸化ゲルマニウムを珪藻の培養に添加すると、被殻が形成されないばかりか珪藻は死滅してしまう。珪藻に限らず、同じ不等毛植物門の黄金色藻類で珪酸質の鱗片を持つ藻類などにも同様の効果がある。二酸化ゲルマニウムには、珪酸を利用する藻類の生育をかなり選択的にブロックする作用があるので、これらの繁殖を望まない培養を行う際に威力を発揮する。

### 化石
被殻はその材質から堆積物中で残存しやすく、微化石として大量に産出する。珪藻の被殻がその大半を占める堆積物は珪藻土と呼ばれる。珪藻の化石として最古のものは、ドイツ北部の1億8500年前の地層より発見されたものとされている。化石化しやすい珪藻であるが、白亜紀以前のものは黄鉄鉱やオパールなどで置換されている場合も多く、珪藻であった事が分からなくなっているものもある。

## 分布
淡水から海水まで広く分布する。海洋生態系においては一次生産者として大きな生態的地位を占める一方、大発生して赤潮を引き起こす事もある。陸水においても重要な生産者であり、魚類の餌として重要である。淡水中に見られる褐色のいわゆる「コケ」は蘚苔類ではなく、主に珪藻の群体である。プランクトン量の少ない流水系ではベントスとして存在し、川底の石の表面に付着してアユ等の餌となる。
珪藻はpH1.2の強酸性の温泉から、pH11の強アルカリ湖であるマガディ湖のような塩基性湖まで広く分布する。その他、高塩濃度の内陸湖や強腐水域など、極限環境として知られる環境にも生育する。極域の流氷下面にも低温性の珪藻が成育しており、これらは特に海氷藻類 (ice algae) と呼ばれる。ただし、氷河表面の雪面や氷河内部で生育する氷雪藻と呼ばれる藻類が存在するが、こちらはほとんどが緑藻の類であることに注意されたい｡
一部の珪藻では、有孔虫に細胞内共生している例が報告されている。共生中の珪藻は被殻を持たない状態だが、有孔虫の細胞内から単離すると被殻を形成し、自由生活性となる。
1983年日本で初めて発見されたキートケロス・サルスギネウムと呼ばれる珪藻は、一般のプランクトンの50倍のスピードで増殖する。日本で発見されて以来、世界各地での分布が確認されている珪藻だが、高い増殖力については長い間認知されることはなかった。2012年、香川大学の実験により、その増殖力を知られることとなった。バイオ燃料として活用できる可能性もあるとして、研究が進められている。

## 生活環

### 無性生殖
珪藻は通常、二分裂により無性的に増殖する。細胞分裂は被殻の中で進行し、二つの娘細胞は親細胞の外殻と内殻の内側にそれぞれ新たな半被殻を形成する。従って、親細胞の半被殻はそれぞれ一つずつ娘細胞に分配される。その結果、娘細胞の一つは親細胞と同じ大きさ（の被殻）であるが、もう一方は内殻を外殻として利用している為、親細胞より一回り小さくなる。

### 有性生殖
上記の通り、無性生殖を繰り返した個体群は細胞の平均サイズが減少してしまう。これを回復する為、ある程度小さくなった細胞では有性生殖が行われる。中心珪藻では減数分裂を行って一本鞭毛の遊走細胞を生じ、これが他の単相の個体（遊走細胞ではない）と接合して増大胞子を形成する。増大胞子は被殻を持たず、成長して体積を増し、然るべき大きさの通常細胞に戻る。羽状珪藻の減数分裂では同形配偶子が形成される。この接合子が被殻を介して近接し、原形質をアメーバ状に変化させて接合、増大胞子を形成する。

## 分類
原生種・化石種を含め約2万種といわれる。しかしこれらの大部分は殻の形態を元に記載された種であり、有性生殖による生物学的種の確認が行われたわけではない。Sellaphora 属など一部の珪藻では有性生殖の確認実験が為されており、それによれば、同種とされる珪藻の中でも形態の近いもの同士のみが互いに有性生殖を行うという。これを踏まえた試算によれば、珪藻の種数は10万を超えるとする見解もある。
Adl et al. (2005; 2012) による分類は以下のとおり。
- コアミケイソウ亜門[1] Coscinodiscophytina Medlin & Kaczmarska, 2004
  - Paralids Mann in Adl et al., 2005 - Paralia など
  - Melosirids Mann in Adl et al., 2005 - Aulacoseira, Melosira,Stephanopyxis など
  - Coscinodiscids Mann in Adl et al., 2005 - Actinoptychus, Coscinodiscus など
  - Arachnoidiscids Mann in Adl et al., 2005 - Arachnoidiscus など
  - Rhizosolenids Mann in Adl et al., 2005 - Guinardia, Leptocylindrus, Rhizosolenia など
  - Corethrids Mann in Adl et al., 2005 - Corethron など
- クサリケイソウ亜門[1] Bacillariophytina Medlin & Kaczmarska, 2004
  - Mediophyceae Jousé & Proshkina-Lavrenko in Medlin & Kaczmarska, 2004 - Chaetoceros, Cymatosira, Ditylum, Odontella, Skeletonema, Thalassiosira など
  - Bacillariophyceae Haeckel, 1878 - Asterionella, Eunotia, Navicula, Nitzschia, Rhaphoneis など